# Texel (gràfics)

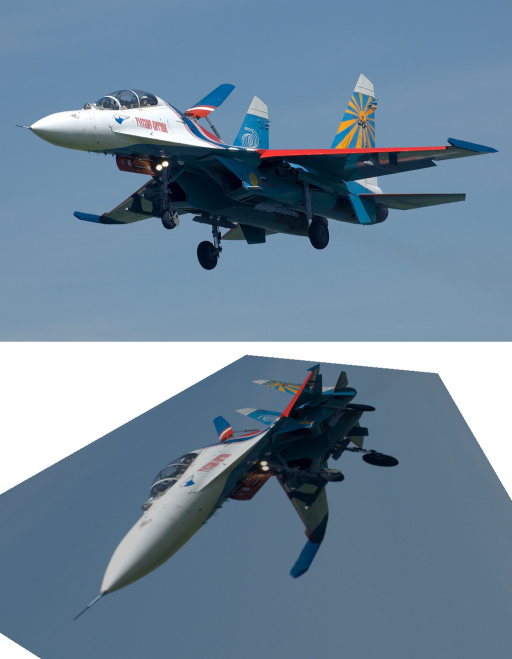
Exemple de texel.

Un texel, o texture element (també texture pixel), és la unitat fonamental d'espai de textura, feta servir en gràfics d'ordinador. Les textures són representades per arrays de texels, d'igual forma que les imatges (en anglès pictures) són representades per arrays de pixels.
En la texturització d'una superfície 3D, un procés anomenat texture mapping posa els texels als pixels apropiats en la imatge resultant. En ordinadors moderns, aquesta operació és portada a terme a la targeta gràfica.
Quan es demana que un texel no estigui a una posició entera, s'aplica el texture filtering (filtratge de textures).

## Clamping i wrapping
Quan es demana que un texel estigui fora d'una textura, es fa servir una combinació de dues tècniques. El clamping (o abraçament) limita el texel a la mida de la textura, movent-lo al més proper si és més gran que la mida de la textura. El wrapping (embolcallament) fa que el texel torni a la textura augmentant-lo a la mida de la textura. El wrapping causa la repetició d'una textura; el clamping causa que estigui només en només un punt.